# Nordic Exchange
The Nordic Exchange eller Nordiska börsen är det gemensamma namnet på de av företaget OMX (idag: Nasdaq OMX Group) drivna börserna i Helsingfors, Köpenhamn, Reykjavik, Riga, Stockholm, Tallinn och Vilnius och som lanserades 2006.
På börsen finns omkring 800 företag från sju länder. Tanken med Nordiska Börsen är att den skall bidra till en stärkt finansiell infrastruktur i Norden och i Baltikum, så att investerar fortsätter att satsa pengar i företag från regionen.